# Paz en la guerra
Paz en la guerra es la primera novela publicada por Miguel de Unamuno, en 1897. Contiene recuerdos de su infancia y está relacionada con los eventos de la tercera guerra carlista. Tras la publicación de este libro, Unamuno cambió de temas y estilo, comenzando a escribir sus nivolas.
La novela trata sobre la última guerra carlista y, en particular, sobre el sitio de Bilbao, y, en consecuencia, es un intento de interpretación del conflicto entre carlismo y liberalismo. 

## Ambientación
La trama se desarrolla en Bilbao y comienza en 1849. En 1874 Bilbao sufrió el asedio carlista. Unamuno tenía diez años en ese momento, pues había nacido en 1864. Este libro recoge los recuerdos de aquella época en forma de novela. El libro muestra el conflicto entre liberales y carlistas. En general, los liberales son comerciantes y ciudadanos; los carlistas, campesinos. El autor no toma partido por ningún bando. En este contexto de guerra, Unamuno sitúa sus recuerdos de infancia.
Según Juan Pablo Fusi, desde la perspectiva de Unamuno, este libro fue "el mayor intento de reflexión sobre el País Vasco".